# Félix Sesúmaga
Félix Sesúmaga Ugarte (født 12. oktober 1898, død 24. august 1925) var en spansk fodboldspiller, som deltog i de olympiske lege 1920 i Antwerpen.
Sesúmaga var fra Baskerlandet, men blev hentet til FC Barcelona, efter at han havde scoret tre gange mod dem i Copa del Rey-finalen i 1919. Han vandt Copa del Rey med Barcelona det følgende år, men kom senere til Athletic Bilbao, hvor han vandt sin tredje Copa del Rey i 1923.
Ved OL 1920 var han med på det spanske landshold, der her spillede sin første landskamp nogensinde. Holdet indledte med at besejre Danmark 1-0. I kvartfinalen blev det til nederlag til Belgien på 1-3, men dermed var det ikke slut, idet taberne i kvartfinalerne spillede en turnering om andenpladsen, og her vandt Spanien først 2-1 over Sverige, dernæst 2-0 over Italien. Udover taberne af kvartfinalerne var også de to tabere til vinderne (som var Belgien) også i spil til andenpladsen, og Spanien skulle nu have mødt Tjekkoslovakiet, som Belgien mødte i finalen, men de var udvandret i protest og blev derpå diskvalificeret. I stedet mødte spanierne Holland, som havde tabt til Belgien i semifinalen, og her vandt Spanien 3-1 og blev derfor sølvvindere i turneringen. Sesúmaga spillede fire af de fem kampe i turneringen og scorede begge målene mod Italien samt to mål mod Holland. Han nåede i alt otte landskampe, men scorede ikke flere end de fire mål under OL.
Han måtte opgive fodboldspillet i 1924 på grund af sygdom, og han døde året efter.